# Eurabien

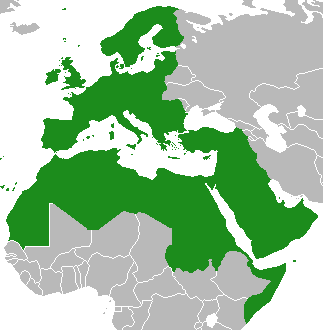
Karta över det påstådda "Eurabien", i det här fallet de stater som är medlemmar i EU (även kandidatländer och potentiella kandidatländer) respektive Arabförbundet. Även Israel är markerat på kartan.

Eurabien eller Eurabia (av Europa och Arabien) är ett begrepp inom en islamofobisk konspirationsteori som förs fram av counterjihadrörelsen och som hävdar att Europa håller på att bli en del av arabvärlden.
Invandring av och höga födelsetal bland muslimer i Europa anförs ofta som förklaring till den påstådda förändringsprocessen, liksom påstått stöd från EU till Palestina (och/eller PLO) på bekostnad av stödet till Israel.
Begreppet populariserades av den judiska författaren Bat Ye'or genom boken Eurabia: The Euro-Arab Axis, där hon beskriver en framtida union mellan Europa och arabvärlden, vilken hon ser som sannolik men inte önskvärd. Bat Ye'or hade i flera år innan boken gavs ut skrivit om ett framväxande nytt Eurabia som är fientligt inställt till både USA och Israel.
I teorin ingår ofta en föreställning om att den muslimska befolkningen kommer att bli i majoritet eller en dominerande kraft i flera av Europas traditionellt kristna länder inom loppet av några decennier. 
Bland författare och debattörer som ofta har använt termen Eurabia finns Oriana Fallaci, Robert Spencer och Daniel Pipes. 
Massmördaren i Norge, Anders Behring Breivik, gav i det manifest han publicerade i samband med dåden stöd till teorin om Eurabia.